# Juan Carlos Villamayor
Juan Carlos Villamayor (Paraguai, 5 de març de 1969) és un futbolista paraguaià. Va disputar 18 partits amb la selecció del Paraguai.

## Estadístiques
Destacà al Japó, al club Avispa Fukuoka. També fou internacional amb Paraguai.
| Selecció del Paraguai | Selecció del Paraguai | Selecció del Paraguai |
| Anys                  | Partits               | Gols                  |
| --------------------- | --------------------- | --------------------- |
| 1993                  | 2                     | 0                     |
| 1994                  | 0                     | 0                     |
| 1995                  | 8                     | 2                     |
| 1996                  | 2                     | 1                     |
| 1997                  | 6                     | 0                     |
| Total                 | 18                    | 3                     |